# Gonzalo Maulella
Gonzalo Maulella, vollständiger Name Gonzalo Matías Maulella Rodríguez, (* 6. Juli 1984 in Paysandú) ist ein uruguayischer Fußballspieler.

## Karriere
Der 1,82 Meter große Defensivakteur Maulella gehörte von der Apertura 2003, in der er ein Erstligaspiel (kein Tor) absolvierte, bis in die Clausura 2008 dem in Montevideo beheimateten Verein Defensor Sporting an. In der Clausura 2007 stehen weitere fünf (kein Tor) Erstligaeinsätze für ihn zu Buche. In der Spielzeit 2007/08 gewann seine Mannschaft die uruguayische Meisterschaft. In der Saison 2008/09 stand er in Reihen des Erstligisten Central Español. Elfmal (kein Tor) wurde er in der Liga eingesetzt. Später folgte eine im August 2011 endende Karrierestation beim guatemaltekischen Klub Municipal. In der Saison 2011/12 bestritt er als Spieler des Club Atlético Rentistas 24 Partien in der Primera División. Ein Tor erzielte er nicht. Im Juli 2012 schloss er sich dem paraguayischen Verein Sportivo Luqueño an. In den Jahren 2012 und 2013 kam er dort in 37 Erstligabegegnungen zum Einsatz. Zum Jahresbeginn 2014 trat er ein Engagement bei Real Garcilaso in Peru an. Bei dem Klub aus der südperuanischen Stadt Cusco wurde er 27-mal (ein Tor) in der Primera División, zehnmal (drei Tore) in der Copa Inca und sechsmal (kein Tor) in der Copa Libertadores 2014 eingesetzt. Anfang Januar 2015 wechselte er zu Ayacucho. Dort bestritt er fünf Begegnungen (ein Tor) in der Copa Inca. Zum Jahresbeginn 2016 schloss er sich Defensor La Bocana an und wurde in 33 Erstligaspielen (ein Tor) eingesetzt. Ende Januar 2017 kehrte er zu Defensor Sporting, dem Klub aus der Anfangszeit seiner Karriere, zurück und absolvierte für die Montevideaner bislang (Stand: 26. August 2017) zwölf Erstligaspiele (kein Tor) und eine Partie (kein Tor) in der Copa Sudamericana 2017.

## Erfolge
- Uruguayischer Meister: 2007/08